# 解散 (議会)
解散（かいさん）とは、立法府の議院を構成している議員全員に対して任期満了前に一斉に失職させることをいう。両院制を採用している国の場合、日本のように下院（衆議院）のみ解散が行われる制度とベルギーのように上下両院について解散を認める制度がある。

## 概説
近代的な議会制民主主義の成立以前、議会は君主の専権を制限するために設けられた機関であったため、時に君主と対立して統治が困難となった。状況打開の手段として、君主は議会解散の特権を有し、全議員の資格を喪失させて総選挙を行なわせることができた。上院は勅選議会であることが多いため、解散は下院に限って行われた。解散後の総選挙によって招集された議会は直近の衆意を反映したものであり、君主といえども一定の尊重が必要とされた。
議院内閣制の成立により政府が議会の多数勢力から選任されるようになると、解散は政府が議会の信任を失ったとき（内閣不信任）、あるいは議会が民意を反映していないと思われるときに、政府の助言に基づき元首によって行われることが通例となった。
民主主義の進展に伴い、議会優位の構造が確立されるようになると、北欧諸国のように解散権そのものを制限あるいは廃止するようになった国々もある。
ただ、解散権については国政の重要問題について主権者たる国民の判断を待つという民主制的性格をどう捉えるかが問題となる。
まず、議会解散権が不意打ちによって行使されることは防ぐべきとして制限的に位置づける考え方がある。イギリスでは1990年代から解散権の制限について議論がされていたが、キャメロン政権の成立にあたって保守党と連立を組む自民党が連立の前提として首相（保守党党首）が自らに都合がよい時に連立を解消して不意打ちで解散権を行使することのないよう解散権の制限を求めたことから、2011年議会任期固定法が成立した。その結果、内閣不信任決議に対する解散権行使か、下院の3分の2以上の賛成による自主解散のみが認められることとなった。しかし、その後に議会任期固定法は必要な解散が行えない結果となるなど国政に麻痺をもたらしたとされ、2019年には議会任期固定法の廃止が与党の選挙公約に組み込まれた。2022年3月には議会解散・召集法が成立することで議会任期固定法は廃止され、解散に関わる国王大権が復活し、議会解散に関係する手続きは従来通りとなった。
日本における衆議院解散においても、内閣による裁量的な解散を否定し、内閣不信任に対抗しての解散のみが認められているとして、解散権の行使は日本国憲法第69条の場合に限定されるとする見解（69条説）がある。一方、69条説のように解散権を制限的に捉える見解に対しては、国政が国民の意思に従って行われることを原則とするのであれば国民の意思を問うことにつき限定すべき理由はないという批判がある。解散権の民主的機能の見地から内閣の解散権を制限すべきでないとし、解散制度の存在により常に議会と内閣あるいは与党と野党の間に相手よりも国民の意思に近づこうとさせる動因を組み込むべきとする考え方である。
なお、小堀眞裕立命館大学教授の調査によると、イギリスで議会任期固定法の効力があった2017年時点で経済協力開発機構（OECD）加盟国で政権の自由裁量による議会解散が一般化しているのは日本を含めカナダ、デンマーク、ギリシャの4カ国としている。
なお、大統領制では政府が議会の信任に基づいて成立しているわけではないため、任期満了以外の議会解散は通常行われることがない。

## 各国の制度

### 日本
日本では、下院の衆議院のみに解散があり、上院の参議院には解散の制度がない。また、大日本帝国憲法下で上院だった貴族院にも解散制度はなかった。
地方議会では、議会による自主解散（地方公共団体の議会の解散に関する特例法）、住民の直接請求（リコール）による解散制度（地方自治法第78条）、不信任決議を受けた首長による解散（地方自治法第178条第1項）があるが、実際に首長、議会、住民らが対立して地方議会が解散する例は限られる。地方自治体単位では人的資源が限られており、解散して選挙を行っても同じ顔ぶれが再選する可能性が高いためである。なお、選挙費用を削減する、選挙への関心を高めるなどを理由に、統一地方選挙などの投票日程に合わせて議会を自主解散する例はまま見られる。

### オーストラリア
オーストラリア連邦議会の代議院（下院）は総督（イギリスの君主の名代）によりいつでも解散することができる。下院の任期は開会から3年間で、解散すればそれより早く選挙になる。一方元老院（上院）は、総督により両院解散の規定が発動された時にのみ解散され、上院のみが解散されることはない。
総督は首相の助言のもとに解散しなければならないという慣習となっている。しかし1975年に上下院の対立により予算が成立せず、政府機能が危機に陥った際には、総選挙の早期実施のために、総督がゴフ・ホイットラム首相を罷免したことがある。

### カナダ
カナダ議会では、下院(庶民院)は首相の助言のもとでカナダ総督がいつでも解散することができる。オーストラリアとの相違点は、上院（元老院）が解散されることのないことである。政府（内閣）が議会により予算の否決あるいは不信任となった場合には、首相は辞任のほかに、総督に議会を解散するよう助言する（事実上は首相の判断で議会を解散する）こともできる。下院は5年間の任期となっており、任期が終了すると自動的に解散となる。

### ドイツ
ドイツでは、ヴァイマル共和政時代の政治的混乱がナチスの台頭を生んだことへの反省から、議会の解散や内閣不信任の成立が行われにくい制度になっている。
内閣の不信任案は後継の首相を同時に決定しなければならない「建設的不信任」を採用しており、解散はドイツ首相の信任投票が否決された場合のみ、連邦議会（下院）が連邦首相の提案に基づいて連邦大統領によって解散される。しかし、1982年にヘルムート・コールが、2005年にもゲアハルト・シュレーダーが、早期に選挙を行うために故意に与党に信任を否決させたことがある。
上院にあたる連邦参議院は各州政府の代表から構成されるので、解散はない。

### イギリス
現在、庶民院（下院）の解散は国王大権によって行われる。過去には君主が一方的に議会を解散することもあったが、そのような事例は1835年が最後である。議会解散には首相の助言が必要とする憲法的慣習が成立したため、議会の解散権は実質的に首相の専権事項となっている。また、総選挙後の最初の会議から5年を経過した場合は、自動的に解散される。解散に関わる国王大権の行使や関連する決定などについては、議会解散・召集法の規定で、全て司法判断の対象外とされている。
2011年には議会任期固定法が成立し、解散に関わる国王大権が一旦廃止され、実質的に首相が単独の判断で解散権を行使することはできなくなった。議会任期固定法が現行法であった時期においては、5年の任期を待たずに庶民院を解散するには、内閣に対する不信任決議の可決、または庶民院で3分の2以上の多数で解散を決議した場合に限られた。ただし、2019年には議会任期固定法の制限にとらわれず、ジョンソン首相の主導で成立した特例法により庶民院が解散された。2022年3月には議会解散・召集法が成立することで、議会任期固定法は廃止され、解散に関わる国王大権が復活し、議会解散に関係する手続きは従来通りとなった。
任期はまず“Septennial Act 1715”で7年とされ、“1911年議会法”で5年に短縮された。なお、戦時下においては、特例法を制定して任期を延長したことがある。

### イタリア
2016年10月時点においては、大統領は両議院または一議院を解散することができる。両議員の議長の意見を聞く必要はあるが、意見に拘束されない。なお、大統領は7年任期の最後の6ヶ月においては、立法期の最後の 6 か月間と重複する期間を除き、解散できない。

### アイルランド
ウラクタス（アイルランド議会）は、首相（ティーショク）に対する不信任が決議された場合に、大統領により解散される。しかし大統領は、選挙せず野党の党首に組閣させるために解散を拒否する場合もある。

### フランス
大統領は、フランスの首相及び両議院議長の意見を聴いた後、国民議会を解散できる。首相や両議長から聴取した意見には拘束されない。ただし、選挙から1年以内、大統領非常事態権限の行使中、上院議長等による大統領の職務代行中は解散できない。

### ニュージーランド
ニュージーランド議会（一院制）は任期3年で、普通は首相の助言のもとでニュージーランド総督がいつでも解散することができる。

### タイ王国
タイの国民議会では、下院（サパープーテーンラーサドーン、人民代表院）は首相の助言のもとで国王がいつでも解散することができる。上院（ウッティサパー 元老院）は解散されない。下院が4年間の任期を満了した場合は、自動的に解散となる。